# Lara’s Theme
Lara's Theme ist ein Leitmotiv, das der Komponist Maurice Jarre 1965 für den Film Doktor Schiwago schrieb. Bald darauf wurde es zur Grundlage des Liedes Somewhere, My Love.
Es gibt rund 280 Coverversionen des Motivs.

## Komposition und Aufnahme
Maurice Jarre wurde von Regisseur David Lean gebeten, die Filmmusik für Doktor Schiwago zu schreiben, einschließlich eines Themas für die Figur der Lara, die von Julie Christie gespielt wurde. Lean wollte erst ein russisches Volkslied verwenden, dies war aber nicht gemeinfrei. Lean teilte Jarre mit, dass er Zeitdruck habe und die Partitur in zehn Wochen komponiert und aufgenommen werden müsse.
Jarre schrieb eine Reihe von Themen für den Film, doch Lean war mit dem Thema für Lara unzufrieden. Lean schlug Jarre vor, er solle nicht über Schiwago oder Russland nachdenken, sondern mit seiner Freundin in die Berge fahren und ein Liebesthema für sie schreiben. Jarre verbrachte das Wochenende in den Bergen bei Los Angeles, und am Montag fand er Laras Thema, das er in einer Stunde am Klavier komponierte.
Bei der Bearbeitung von Schiwago reduzierten Lean und der Produzent Carlo Ponti viele der von Jarre komponierten Themen oder strichen sie ganz; Jarre war unglücklich, weil er der Meinung war, dass ein übermäßiger Rückgriff auf Lara's Theme die Filmmusik ruinieren würde.
Auf dem 1965 veröffentlichten Soundtrack war kein Stück als Lara's Theme, Variationen des Stücks erschienen jedoch in zahlreichen Abschnitten. Einige Stücke enthalten es kurz, während andere komplett aus dem Motiv komponiert sind.

## Coverversionen
Lara’s Theme wurde rund 280 mal gecovert, so 1966 als Somewhere, My Love von Ray Conniff, 1966 von James Last, eingedeutscht als Weißt du, wohin 1967 von Karel Gott und 1969 von Peter Alexander sowie 1994 von Ivan Rebroff.
Bekannt und zu einer Art Kultnummer wurde ein Sketch mit Dieter Hallervorden aus dem Jahre 1977, bei der „der Mittelteil von Dr. Schiwago“ auf einer unfallverstopften Kreuzung gesucht wird („Schniff schniff, di schneuf“).